# Giro delle Fiandre 2017
Il Giro delle Fiandre 2017, centounesima edizione della corsa e valido come quattordicesima prova dell'UCI World Tour 2017 categoria 1.UWT, si svolse il 2 aprile 2017 su un percorso di 260 km con partenza da Anversa e arrivo a Oudenaarde, in Belgio. La vittoria fu appannaggio del belga Philippe Gilbert, il quale completò il percorso in 6h23'45", alla media di 40,651 km, precedendo il connazionale Greg Van Avermaet e l'olandese Niki Terpstra.
Sul traguardo di Oudenaarde 121 ciclisti, su 198 partiti da Anversa, portarono a termine la competizione.

## Squadre e corridori partecipanti
| N.      | Cod. | Squadra              |
| ------- | ---- | -------------------- |
| 1-8     | BOH  | Bora-Hansgrohe       |
| 11-18   | QST  | Quick-Step Floors    |
| 21-28   | LTS  | Lotto-Soudal         |
| 31-38   | BMC  | BMC Racing Team      |
| 41-48   | CDT  | Cannondale-Drapac    |
| 51-58   | TFS  | Trek-Segafredo       |
| 61-68   | ORS  | Orica-Scott          |
| 71-78   | ALM  | AG2R La Mondiale     |
| 81-88   | KAT  | Team Katusha-Alpecin |
| 91-98   | AST  | Astana Pro Team      |
| 101-108 | SKY  | Team Sky             |
| 111-118 | DDD  | Team Dimension Data  |
| 121-128 | MOV  | Movistar Team        |

| N.      | Cod. | Squadra                       |
| ------- | ---- | ----------------------------- |
| 131-138 | TBM  | Bahrain-Merida                |
| 141-148 | TLJ  | Team Lotto NL-Jumbo           |
| 151-158 | FDJ  | FDJ                           |
| 161-168 | SUN  | Team Sunweb                   |
| 171-178 | UAD  | UAE Team Emirates             |
| 181-188 | SVB  | Sport Vlaanderen-Baloise      |
| 191-198 | WGG  | Wanty-Groupe Gobert           |
| 201-208 | VWC  | Vérandas Willems-Crelan       |
| 211-218 | DEN  | Direct Énergie                |
| 221-228 | COF  | Cofidis                       |
| 231-238 | RNL  | Roompot-Nederlandse Loterij   |
| 241-248 | WIL  | Wilier Triestina-Selle Italia |

## Favoriti della vigilia
Alla vigilia della corsa, erano indicati tre principali favoriti; essi erano il campione del mondo (e detentore uscente del Fiandre) Peter Sagan, il belga Greg Van Avermaet, vincitore della Omloop Het Nieuwsblad, dell'E3 Harelbeke e della Gand-Wevelgem, e il campione belga Philippe Gilbert, vincitore della Tre Giorni di La Panne e piazzato (2° alla Dwars door Vlaanderen e ad Harelbeke) nelle altre classiche delle pietre, che poteva contare sulla squadra complessivamente più forte, la Quick-Step Floors. Altri nomi che potevano essere indicati come papabili erano quelli di Tom Boonen, alla sua ultima recita sulle pietre fiamminghe, Niki Terpstra (lui e Boonen entrambi compagni di Gilbert), Luke Durbridge, Oliver Naesen, Alexander Kristoff e Sep Vanmarcke.

## Resoconto degli eventi
Subito dopo la partenza da Anversa, si formò una fuga di 6 uomini, composta da Oliviero Troia, Mark McNally, Julien Morice, Stef Van Zummeren, Michael Goolaerts e Julien Duval, che toccò il massimo vantaggio a 215 chilometri dall'arrivo (11'15"), prima che le squadre dei favoriti si mettessero a tirare per riprenderli. La svolta della corsa si ebbe al passaggio sul Kapelmuur, simbolo della corsa e spesso penultima difficoltà, ma che in questa edizione fu posto a circa 95 chilometri dal traguardo di Oudenaarde; alla vigilia veniva considerato come un passaggio più simbolico che realmente decisivo da molti corridori.
Prima dell'imbocco del muro però, la Quick-Step alzò l'andatura del gruppo vertiginosamente, con Philippe Gilbert, Matteo Trentin e Tom Boonen che presero nelle prime posizioni l'ascesa, mentre gli altri due principali favoriti Peter Sagan e Greg Van Avermaet imboccarono il Muur nelle retrovie. Boonen si portò in prima persona a fare il forcing sul muro, per mettere in difficoltà tutti gli altri; quest'azione provocò lo spezzarsi del gruppo, fino a quel momento compatto, in vari tronconi; Sagan e Van Avermaet rimasero tagliati fuori e furono costretti ad inseguire il gruppetto di 12 uomini comprendente, oltre ai tre uomini Quick-Step, anche altri favoriti come Alexander Kristoff e Sep Vanmarcke. Il gruppetto dei contrattaccanti guadagnò progressivamente sugli inseguitori, con un vantaggio che si stabilizzò intorno ai 35-40", e andò a riprendere i fuggitivi quando mancavano 67 chilometri all'arrivo.
Prima dell'imbocco al penultimo passaggio sull'Oude Kwaremont, il gruppo inseguitore ridusse lo svantaggio a circa 30", creando la possibilità di rientro a chi fosse riuscito ad attaccare su quel muro. Nel gruppo davanti però, quando mancavano ancora 55 chilometri alla linea del traguardo, Gilbert si mise in testa a fare il ritmo, che si rivelò essere troppo alto per tutti i componenti del gruppetto; se ne andò quindi da solo, uscendo dal Kwaremont con 25" di vantaggio sul gruppo di cui faceva parte, e sempre 30-35" sul gruppo principale, da cui non era fuoriuscito nessun corridore. Il campione del Belgio proseguì nella sua azione, mentre dietro i 2 gruppi arrivarono al ricongiungimento; questo, paradossalmente, favorì Gilbert, che riuscì ad arrivare ad 1'25" di vantaggio sul gruppo in cui vi era scarsa collaborazione (ad 1' era presente la coppia formata da Fabio Felline e Dylan van Baarle, fuoriusciti dopo il passaggio sul Koppenberg).
Sul Taaienberg, a 37 chilometri dalla conclusione, ci fu l'attacco di Sagan che ruppe gli indugi portandosi con sé Van Avermaet e Oliver Naesen; nello stesso frangente, un problema meccanico tagliò fuori dai giochi Boonen. Sui tre, finito il muro, rientrarono Trentin e Yoann Offredo, e di lì a poco vennero riassorbiti anche Felline e van Baarle. Il vantaggio di Gilbert calò, ma si stabilizzò intorno ai 50" sui 7 uomini all'inseguimento, e 1'25" sul gruppo. Si arrivò quindi all'ultimo passaggio sul Kwaremont, a 18 chilometri dal traguardo. Gilbert non diede segni di cedimento, mentre dietro Sagan accelerò ancora, nel tentativo di provare a riprendere il vallone; con lui rimasero solo Van Avermaet e Naesen.
Ma l'azione dei tre durò poche centinaia di metri; Sagan infatti, nel tentativo di percorrere la banchina laterale sulla sinistra, impattò con il manubrio contro il giubbotto di uno spettatore appoggiato sulle transenne, cadendo e trascinando con sé i suoi 2 compagni di avventura; Van Avermaet riuscì a ripartire subito, ma il campione del mondo e Naesen dovettero aspettare l'ammiraglia, venendo tagliati fuori dai giochi per la vittoria; van Baarle riuscì a passare indenne sulla destra e diventò il primo inseguitore di Gilbert. Il vallone, comunque, arrivò all'ultima ascesa di giornata, il Paterberg, con ancora 50" su van Baarle e 1' su un gruppetto formato da Van Avermaet, Felline, Offredo, Trentin ed un redivivo Niki Terpstra, rientrato proprio in prossimità dell'ultima asperità; sul breve ma durissimo muro, Gilbert per la prima volta in giornata fu in difficoltà, ma riuscì a scollinare mantenendo i 50" di vantaggio su van Baarle, Van Avermaet e Terpstra, rientrati sull'olandese.
Gli ultimi undici chilometri furono una sorta di passerella per Gilbert, che nonostante il vento contrario e gli oltre 50 chilometri di fuga solitaria nelle gambe, riuscì ad amministrare il vantaggio, andando a trionfare per la prima volta in carriera alla Ronde, al termine di un'impresa di altri tempi. Van Avermaet riuscì a cogliere il 2º posto davanti a Terpstra e Van Baarle a 29", con il gruppo regolato da Kristoff a quasi 1' di ritardo dal vincitore.

## Ordine d'arrivo (Top 10)
| Pos. | Corridore          | Squadra      | Tempo    |
| ---- | ------------------ | ------------ | -------- |
| 1    | Philippe Gilbert   | Quick-Step   | 6h23'45" |
| 2    | Greg Van Avermaet  | BMC          | a 29"    |
| 3    | Niki Terpstra      | Quick-Step   | s.t.     |
| 4    | Dylan van Baarle   | Cannondale   | s.t.     |
| 5    | Alexander Kristoff | Katusha      | a 53"    |
| 6    | Sacha Modolo       | UAE          | s.t.     |
| 7    | John Degenkolb     | Trek         | s.t.     |
| 8    | Filippo Pozzato    | Wilier       | s.t.     |
| 9    | Sylvain Chavanel   | Direct       | s.t.     |
| 10   | Sonny Colbrelli    | Bahrain-Mer. | s.t.     |